# Nina Gualinga
Nina Gualinga és una activista indígena equatoriana. És una dona líder indígena nascuda al juny de 1993, originària a la comunitat Kichwa de Sarayaku a l'Amazònia equatoriana. És la guanyadora de l'International President's Youth Award de WWF, atorgat pel president de WWF Internacional.

## Biografia
Nina Gualinga neix l'any 1993, en el si de la comunitat Kichwa de Sarayaku, a l'Amazònia equatoriana. És filla de mare Kichwa Sarayaku i pare Suec. Des dels vuit anys, ha defensat la justícia mediambiental i drets dels pobles indígenes mitjançant la participació en fòrums com a representant de la seva comunitat. El 2018, rep el premi International President's Youth Award de WWF, que reconeix els esforços de Gualinga per protegir la naturalesa i les comunitats de l'Amazones, en una època on la regió es troba amenaçada a causa de l'explotació i l'ús insostenible dels recursos.
Actualment continua representant la seva comunitat, fent una crida a favor dels drets dels pobles indígenes i una economia lliure de combustibles fòssils en diversos fòrums nacionals i internacionals. Així mateix, també aboga per una societat lliure de violència de gènere i a través del seu testimoni personal, vol visibilizar la vulnerabilitat de les dones, especialment en el context de l'emergència sanitària de la Covid-19, i vol fer una crida als òrgans de justícia perquè es garanteixi la celeritat dels casos i s'eviti la revictimizació i la prescripció de casos.

### Trajectòria
L'any 2011, amb 18 anys, Gualinga va representar la joventut de la comunitat Sarayaku a l'audiència final del cas contra l'Estat equatorià per violar els drets de la comunitat Kichwa davant la Comissió Interamericana de Drets Humans (CIDH) a Costa Rica. Després de la seva participació, la CIDH va fallar a favor de la comunitat Sarayaku. Així, la sentència de la Cort es va donar el 2012, la qual ordenava a Equador a retirar la pentolita (un explosiu compost que s'utilitza amb finalitats militars i civils). Aquest explosiu va ser enterrat a la selva equatoriana entre 2002 i 2004 com a part de les activitats d'exploració. Malgrat la fallada favorable, els habitants de Sarayaku, van demostrar que hi quedaven moltes tones encara d'enterrades, raó per la qual temen que noves concessions petrolieres els afectaran en un futur, amb desforestació de terrenys, plantes i arbres d'alt valor cultural. El 2 de desembre de 2016, el poble de Sarayaku es va presentar novament davant la CIDH per a un seguiment de la sentència, i la Cort va tornar a fallar
 al seu favor.
Des d'aleshores, Gualinga ha participat en diversos fòrums internacionals, com la 21a Conferència de les Parts (COP) de la Convenció Marc de les Nacions Unides sobre Canvi Climàtic (CMNUCC), òrgan de l'ONU responsable del clima, la seu del qual es troba a Bonn, Alemanya; Lima, Perú; París, França. A més, va formar part del Congrés Mundial de la Naturalesa de la UICN 2016, sempre advocant per la importància de protegir el medi ambient i reduir l'ús global de combustibles fòssils. Per Gualinga importa participar en aquestes convencions per connectar-se, trobar-se i treballar amb persones d'altres comunitats, creant així un moviment que fa moure alguna cosa.
Gualinga és cofundadora de 'Hakhu Amazon Design', una iniciativa que proporciona oportunitatq a les dones indígenes de la l'Amazònia equatoriana, a través de l'ús de la seva cultura i el patrimoni artístic de manera tal que es garanteixi la protecció dels seus territoris i es creï una font d'ingrés en vendre creacions artístiques i joieria tradicionals.
A l'abril del 2018 es va unir a la Marxa de Quito, al costat d'altres 120 dones amazòniques, per demandar una audiència amb el president d'Equador, Lenín Moreno. A l'audiència, li van lliurar el Mandat de les Dones Amazòniques, amb vint-i-dos plantejaments i l'eix central dels quals és rebuig de l'explotació petroliera i minera de les selves equatorianes.
Amazon Watch considera Gualinga una destacada portaveu de l'ecofeminisme, moviment definit per la connexió entre la dominació del medi ambient i l'explotació de les dones, particularment en les comunitats dels països en vies de desenvolupament. Gualinga, va col·laborar amb aquesta organització durant campanya contra l'expansió de la frontera petrolera de l'Amazones i va formar part de vla Women’s Earth and Climate Action Network (WECAN) i va participar en els actes d'aquesta organització a Bonn i a Madrid l'any 2019. En ells va mencionar que la sortida de la crisi climàtica passa per escoltar als pobles indígenes i les solucions que ells proposen, ja que porten milers d'anys essent custodis dels paratges amb més biodiversitat del planeta i vivint en perfecta harmonia amb la natura.
Al febrer de 2020 Gualinga va impartir una conferència a l'Institut d'Arquitectura Avançada de Catalunya (IAAC) a la seva seu de Barcelona, titulada Indigenous People of the Amazon: The Guardians of Our Future.